# Elizabeth French
Pour les articles homonymes, voir French.
Elizabeth French, née le 19 janvier 1931 à Londres et morte le 10 juin 2021 à Cambridge,, est une archéologue britannique, spécialiste de l'archéologie des sites mycéniens et de Mycènes en particulier. Elle a été directrice de la British School at Athens de 1989 à 1994.

## Biographie
Elizabeth Bayard Wace est la fille du couple d'archéologues britanniques Helen et Alan Wace. Dès 1939, elle accompagne ses parents sur le site de Mycènes, dont son père est le directeur des fouilles pendant les années 1920 et 1950. Elle part avec sa mère aux États-Unis au début de la Seconde Guerre mondiale.
Lisa French étudie au Newnham College de l'Université de Cambridge et de 1953 à 1957, elle participe aux fouilles de Mycènes dirigées par son père. À l'exception de 1964, elle a participé à toutes les fouilles conjointes de la British School at Athens et de la Société archéologique d'Athènes, dirigées par Lord William Taylour et George Mylonas jusqu'en 1969. Elle a notamment étudié les figurines en terracotta (sujet de la thèse qu’elle soutient en 1961) et les potteries trouvées sur le site et supervisé les fouilles du bâtiment dit de la « terrasse cyclopéenne », de la Maison du Sphynx, la Maison Sud. À partir de 1970, elle participe aux fouilles de Nauplie.
De 1976 à 1989, elle est doyenne de Ashburne Hall à l'université de Manchester, tout en continuant de publier ses travaux sur les sites mycéniens. Elle inaugure avec William Taylour en 1981 le premier fascicule de l'ensemble Well Built Mycenea, publication qui se poursuit encore aujourd'hui. Elle devient directrice de la British School at Athens en 1989 et le reste jusqu'en 1994.

## Vie personnelle
Elle épouse l'archéologue britannique David French en 1960. Le couple a deux filles, Catherine et Ann, qui viennent avec leurs parents à Mycènes. Ils divorcent en 1976.

### Ouvrages
- (en) Mycenae : Agamemnon's Capital, Londres, Stroud, 2002, 160 p. (ISBN 9780752419510)
- (en) Elizabeth B. French et Spýros Iakovídis, Archaeological Atlas of Mycenae, Athènes, The archaeological society at Athens library, 2003, 70 p. (ISBN 9789608145405)
- (en) Well Built Mycenae, Helleno-British excavations within the citadel at Mycenae, 1959-1969, Oxbow Books, Oxford. Collection dirigée avec William Taylour de 1981 à 1989 puis avec Ken Wardle.

### Articles
- (en) « Mycenaean occupation near the Cyclopean Terrace Building at Mycenae », The Annual of the British School at Athens, vol. 56,‎ 1961, p. 81-87 (DOI 10.1017/S0068245400013472)
- (en) « A chariot larnax from Mycenae », The Annual of the British School at Athens, vol. 56,‎ 1961, p. 88-89 (DOI 10.1017/S0068245400013484)
- (en) « Pottery groups from Mycenae: A summary », The Annual of the British School at Athens, vol. 58,‎ 1963, p. 44-52 (DOI 10.1017/S0068245400006110)
- (en) « Late Helladic IIIA 1 Pottery From Mycenae », The Annual of the British School at Athens, vol. 59,‎ 1964, p. 241-261 (DOI 10.1017/S0068245400006110)
- (en) « Late Helladic IIIA 2 Pottery from Mycenae », The Annual of the British School at Athens, vol. 60,‎ 1965, p. 159-202 (DOI 10.1017/S0068245400013939)
- (en) « A Group of Late Helladic IIIB 1 Pottery from Mycenae », The Annual of the British School at Athens, vol. 61,‎ 1966, p. 216-238 (DOI 10.1017/S0068245400019031)
- (en) « Pottery from Late Helladic IIIB 1 Destruction Contexts at Mycenae », The Annual of the British School at Athens, vol. 62,‎ 1967, p. 149-193 (DOI 10.1017/S0068245400014118)
- (en) « A Group of Late Helladic IIIB 2 Pottery from Mycenae », The Annual of the British School at Athens, vol. 64,‎ 1969, p. 71-93 (DOI 10.1017/S0068245400014520)
- (en) « The Development of Mycenaean Terracotta Figurines », The Annual of the British School at Athens, vol. 66,‎ 1971, p. 101-187 (DOI 10.1017/S0068245400019146)
- (en) « A Group of Late Helladic IIIB 2 Pottery from within the Citadel at Mycenae: ‘the Causeway Deposit’ », The Annual of the British School at Athens, vol. 68,‎ 1973, p. 297-347 (DOI 10.1017/S0068245400004500)
- (en) « A Reassessment of the Mycenaean Pottery at Tarsus », Anatolian Studies, vol. 25,‎ 1975, p. 53-75 (DOI 10.2307/3642574)
- (en) « Mycenae and Tiryns: the Pottery of the Second Half of the Thirteenth Century BC - Contexts and Definitions », The Annual of the British School at Athens, vol. 104,‎ 2009, p. 175-232 (DOI 10.1017/S0068245400013770)